# Comuna de Raba Wyżna
Raba Wyżna (polaco: Gmina Raba Wyżna) é uma gminy (comuna) na Polónia, na voivodia de Pequena Polónia e no condado de Nowotarski. A sede do condado é a cidade de Raba Wyżna.
De acordo com os censos de 2007, a comuna tem 13 632 habitantes, com uma densidade 154,42 hab/km².

## Área
Estende-se por uma área de 88,28 km², incluindo:
- área agricola: 55%
- área florestal: 38%

## Demografia
Dados de 30 de Junho de 2007:
|                      | Total   | Total | Mulheres | Mulheres | Homens  | Homens |
| -------------------- | ------- | ----- | -------- | -------- | ------- | ------ |
|                      | pessoas | %     | pessoas  | %        | pessoas | %      |
| População            | 13 632  | 100   | 6849     | 50,24    | 6783    | 49,76  |
| Densidade (pop./km²) | 154,42  | 100   | 77,58    | 77,58    | 76,84   | 76,84  |

De acordo com dados de 2002, o rendimento médio per capita ascendia a 1234,79 zł.

## Subdivisões
- Raba Wyżna
- Skawa
- Rokiciny Podhalańskie
- Sieniawa
- Bielanka
- Podsarnie
- Harkabuz
- Bukowina-Osiedle

## Comunas vizinhas
- Czarny Dunajec, Jabłonka, Jordanów, Jordanów, Lubień, Nowy Targ, Rabka-Zdrój, Spytkowice